# ITS Cup 2012
ITS Cup 2012 byl tenisový turnaj pořádaný jako součást ženského okruhu ITF, který se odehrával na otevřených antukových dvorcích v areálu OMEGA centrum sportu a zdraví. Událost s rozpočtem 100 000 dolarů probíhala mezi 23. až 29. červencem 2012 v Olomouci jako čtvrtý ročník turnaje. 

## Ženská dvouhra

### Nasazení
| Stát                             | Hráčka                     | WTA  | Nasazení |
| -------------------------------- | -------------------------- | ---- | -------- |
| Česko                            | Barbora Záhlavová-Strýcová | 60.  | 1.       |
| Rumunsko                         | Alexandra Cadanțuová       | 77.  | 2.       |
| Francie                          | Mathilde Johanssonová      | 83.  | 3.       |
| Španělsko                        | Garbiñe Muguruzaová        | 106. | 4.       |
| Argentina                        | Paula Ormaecheaová         | 124. | 5.       |
| Švýcarsko                        | Stefanie Vögeleová         | 132. | 6.       |
| Rusko                            | Valeria Savinychová        | 133. | 7.       |
| Německo                          | Tatjana Maleková           | 135. | 8.       |
| Žebříček WTA k 16. červenci 2012 |                            |      |          |

### Jiné formy účasti
Následující hráčky obdržely divokou kartu do hlavní soutěže:
- Anna Korzeniaková
- Kateřina Kramperová
- Vanda Lukácsová
- Anastasija Sevastovová

Následující hráčka obdržela zvláštní výjimku:
- María Teresa Torrová Florová

Následující hráčka nastoupila pod žebříčkovou ochranou:
- Zuzana Ondrášková

Následující hráčky postoupily z kvalifikace:
- Jelena Bovinová
- Corinna Dentoniová
- Inés Ferrerová Suárezová
- Kristína Kučová

## Vítězky

### Dvouhra
- María Teresa Torrová Florová vs.  Alexandra Cadanțuová, 6–2, 6–3

### Čryřhra
- Inés Ferrerová Suárezová /  Richèl Hogenkampová vs.  Julia Bejgelzimerová /  Renata Voráčová, 6–2, 7–6(7–4)